# HD 198513
HD 198513，又名BD+51 2957，SAO 32908、HR 7978，是一颗恒星，视星等为6.29，位于銀經90.24，銀緯5.17，其B1900.0坐标为赤經20h 45m 41.5s，赤緯+51° 5.17′ 21″。